# Gobernación de Suhag
La gobernación de Suhag (en idioma árabe: محافظة سوهاج) comprende, junto con otras veintiséis gobernaciones, la principal división administrativa de la República Árabe de Egipto. Se encuentra hacia el centro de Egipto, en el valle del Nilo. Su capital es la ciudad de Suhag.

## División administrativa
- Akhmīm
- Al-Balyanā
- Al-Kawthar
- Al-Marāghah
- Al-Munsha'āh
- Al-'Usayrāt
- Dar as-Salām
- Jirjā
- Juhaynah al-Gharbiyah
- Madīnat Sawhāj al-Jadīdah
- Sāqultah
- Sohag
- Ṭahṭā
- Ṭimā

## Demografía
| Gráfica de evolución de Gobernación de Suhag entre 1937 y 2018 |
|                                                                |

La densidad poblacional es de 2.422 habitantes por kilómetro cuadrado.